# Line art
Tecniche artistiche di Stampa come l'incisione, l'Acquaforte, Xilografia e la litografia sono incluse di più integralmente nei loro rispettivi articoli.
Line art (o disegno a linea) è un'immagine che consiste di diverse linee dritte o curve messe su uno sfondo (di solito chiaro), senza gradazioni nell'ombreggiatura (oscurità) o tonalità (colore) per rappresentare oggetti bidimensionali o tridimensionali. Line art può usare linee di diversi colori, sebbene sia di solito monocromatico. La line art enfatizza i contorni, su colore, sfumatura e aspetto. Comunque, le aree di pigmento solido e punti possono anche essere usate oltre alle linee.
Le linee in una parte di line art possono essere tutte di un'ampiezza costante (come in alcuni disegni a matita, di diverse ampiezze costanti (come nelle illustrazioni tecniche) oppure di ampiezze variabili senza limiti (come nel lavoro a spazzola o di incisione).
La line art può propendere verso il realismo (come in molti dei lavori Gustave Doré), oppure può essere una caricatura, cartone animato, ideogramma, o un glifo.
Prima dello sviluppo della fotografia e di mezzetinte, la line art era il formato standard per le illustrazioni da essere usato nelle pubblicazioni di stampa, usando l'inchiostro nero su carta bianca. Usando sia la tecnica del puntinismo che il tratteggio, le gradazioni di grigio potevano anche essere simulate.
Uno degli elementi più fondamentali dell'arte è la linea. Un'importante caratteristica di una linea è quello di indicare il bordo di una figura bidimensionale (piano) o di una figura tridimensionale. Una figura può essere indicata per mezzo di un contorno e una forma tridimensionale può essere indicata da linee di contorno.